# The Fable of the Two Unfettered Birds
The Fable of the Two Unfettered Birds è un cortometraggio muto del 1915 diretto da Richard Foster Baker; il soggetto è di George Ade.

## Produzione
Il film fu prodotto dalla Essanay Film Manufacturing Company.

## Distribuzione
Distribuito dalla General Film Company, il film - un cortometraggio di una bobina - uscì nelle sale cinematografiche USA il 21 aprile 1915.